# Leptotyphlops teaguei
Leptotyphlops teaguei este o specie de șerpi din genul Leptotyphlops, familia Leptotyphlopidae, descrisă de Orejas-miranda 1964. Conform Catalogue of Life specia Leptotyphlops teaguei nu are subspecii cunoscute.